# スパンブリーFC
スパンブリーFC (英語: Suphanburi Football Club, タイ語: สโมสรฟุตบอลจังหวัดสุพรรณบุรี) はタイのスパンブリー県スパンブリーをホームタウンとするプロサッカークラブ。タイ・リーグ2に属している。

## 概要
バンコクから西へ約100km、地元スパンブリー出身で第22代首相であるバンハーン・シィラパアーチャーを父に持ち、自らもソムチャイ政権時に交通副大臣を務めた経歴を持つウォラウットがオーナーとしてクラブを率いる。

## 歴史

### 設立当初
スパンブリーFCは1998年に創設された。1999年にタイリーグと並行してプロヴィンシャル・リーグへと参加、タイスポーツ局 (SAT)がスポンサーについた。1999年の創設年、クラブは両方のリーグで優勝し、プロリーグで最も成功したクラブとなった。その後も2002年と2004年にリーグタイトルを獲得した。

### リーグ時代
2005年にタイサッカー協会から加盟を許可され、スパンブリーFCはタイ・プレミアリーグへと参加することになった。同時昇格したチョンブリーFCとともに、タイ初の首都バンコク以外を本拠地とするサッカークラブとなった。しかし、数年は成績面で低迷した。リーグ拡張に伴う見直しのため、チームは降格を免れることとなった。一年後、チョンブリーFCはリーグで優勝し、対照的にスパンブリーFCは2部リーグへと降格することになった。その後もクラブは2部リーグで中位に定着し、1部リーグへの復帰のめどはなかなか立たなかった。

### 近年
現在クラブの財政面は豊かであるとはいえず、2009年にはクラブのリーグ参加も危ぶまれた。
2010年には成績低迷により2部リーグからも降格することとなったが、後に1部リーグのチーム数増加が決まったためサラブリーFCとの昇降格プレーオフを勝ち抜けば残留できることになった。スパンブリーは2試合合計3-2で勝利し2部リーグ残留に成功した。さらに、2012年には2部リーグで2位に入り、久々にタイ・プレミアリーグへと復帰することとなった。

## 獲得タイトル

### 国内リーグ
- プロヴィンシャル・リーグ
  - 優勝 (2) : 2002, 2004
  - 準優勝 (3) : 1999, 2003, 2005

## シーズン別の成績
| シーズン | リーグ | リーグ | リーグ | リーグ | リーグ | リーグ | リーグ | リーグ | リーグ | FAカップ | リーグカップ | クイーンズカップ | コー・ロイヤルカップ | AFC国際大会 | チーム得点王             | チーム得点王 |
| シーズン | リーグ | P      | W      | D      | L      | F      | A      | Pts    | Pos    | FAカップ | リーグカップ | クイーンズカップ | コー・ロイヤルカップ | AFC国際大会 | 名前                     | ゴール       |
| -------- | ------ | ------ | ------ | ------ | ------ | ------ | ------ | ------ | ------ | -------- | ------------ | ---------------- | -------------------- | ----------- | ------------------------ | ------------ |
| 2006     | TPL    | 22     | 4      | 4      | 14     | 18     | 34     | 16     | 12位   |          |              |                  |                      |             | Thongchai Ratchai        | 8            |
| 2007     | TPL    | 30     | 9      | 8      | 13     | 37     | 45     | 35     | 13位   |          |              |                  |                      |             | Manit Noywech            | 10           |
| 2008     | 2部    | 30     | 11     | 8      | 11     | 48     | 47     | 41     | 7位    |          |              |                  |                      |             | Moussa Sylla             | 17           |
| 2009     | 2部    | 30     | 9      | 6      | 15     | 40     | 50     | 33     | 12位   |          |              | 決勝トーナメント |                      |             | Bancha In-Tho            | 7            |
| 2010     | 2部    | 30     | 5      | 8      | 17     | 31     | 53     | 23     | 15位   | R3       | R1           | 不参加           |                      |             |                          |              |
| 2011     | 2部    | 34     | 10     | 14     | 10     | 40     | 37     | 44     | 10th   | R2       | R3           |                  |                      |             | Pichet In-bang           | 9            |
| 2012     | 2部    | 34     | 23     | 6      | 5      | 58     | 17     | 75     | 2位    | QF       | R3           |                  |                      |             | ピパット・トンカンヤー   | 15           |
| 2013     | TPL    | 32     | 14     | 9      | 9      | 40     | 31     | 51     | 4位    | R3       | R2           |                  |                      |             | Dragan Boškovic          | 10           |
| 2014     | TPL    | 38     | 17     | 8      | 13     | 55     | 49     | 59     | 6位    | SF       | R2           |                  |                      |             | ビョルン・リンデマン     | 18           |
| 2015     | TPL    | 34     | 16     | 11     | 7      | 60     | 39     | 59     | 3位    | R3       | R2           |                  |                      |             | セルジオ・ファン・ダイク | 14           |
| 2016     | TPL    | 31     | 10     | 8      | 13     | 33     | 35     | 38     | 10位   | QF       | R2           |                  |                      |             | Dellatorre               | 10           |

| 優勝 | 準優勝 | 昇格 | 降格 |

| - P = 試合 - W = 勝利 - D = 引分 - L = 敗戦 - F = 得点 - A = 失点 - Pts = 勝ち点 - Pos = 最終順位 | - TPL = タイ・プレミアリーグ | - QR1 = 1次予選 - QR2 = 2次予選 - QR3 = 3次予選 - QR4 = 4次予選 - RInt = プレーオフ - R1 = 1回戦 - R2 = 2回戦 - R3 = 3回戦 | - R4 = 4回戦 - R5 = 5回戦 - R6 = 6回戦 - GR = グループリーグ - QF = 準々決勝 - SF = 準決勝 - RU = 準優勝 - S = 両者優勝 - W = 優勝 |

2005年以前の成績
- 1999-2000 プロヴィンシャル・リーグ : 2位[2]
- 2001 プロヴィンシャル・リーグ : 2位
- 2002 プロヴィンシャル・リーグ : 優勝[3]
- 2003 プロヴィンシャル・リーグ : 2位[4]
- 2004 プロヴィンシャル・リーグ : 優勝[5]
- 2005 プロヴィンシャル・リーグ : 2位[6]

## 歴代所属選手
- Bamba Gaoussou
- Therdsak Chaiman
- Pisan Dorkmaikaew
- Narong Jansawek
- Jakkraphan Kaewprom
- Manit Noywech
- Thanongsak Panpipat
- Prasarn Pansamlee
- Beckenbauer Seur-In
- 三木健 2010-11
- ピパット・トンカンヤー 2012
- 海老澤宏樹 2012
- 馬場悠企 2012
- カレン・ロバート 2014
- ビョルン・リンデマン 2014
- セルジオ・ファン・ダイク 2014-2015
- 李承煕 2015

## 提携クラブ
- 成都謝菲聯足球倶楽部
- 横浜F・マリノス[7]